# Kokaku
Keizer Kōkaku (Japans: 光格天皇, Kokaku-tenno) (23 september 1771 – 11 december 1840) was de 119de keizer van Japan, volgens de traditionele opvolgvolgorde. Hij regeerde tijdens de Edoperiode van 1780 tot 1817. Zijn persoonlijke naam was Orohito-shinnō (師仁親王) maar werd later veranderd naar Tomohito-shinnō (兼仁親王).
Kōkaku was de zesde zoon van Prins Kan'in-no-miya Sukehito (閑院宮典仁), een kleinzoon van keizer Higashiyama. Toen keizer Go-Momozono zwaar ziek werd, adopteerde hij Kōkaku als zoon om een erfgenaam te hebben. Zodoende verschoof de keizerlijke lijn naar een andere tak van de familie.
In 1817 trad Kakoku af ten gunste van zijn 17-jarige zoon Ninko. De grondwetten van 1889 en 1946 voorzien niet in deze mogelijkheid.
* Regent Jingu staat niet op de traditionele lijst.